# Jeff Blatnick
Jeffrey Carl „Jeff” Blatnick (ur. 26 lipca 1957 w Niskayuna, zm. 24 października 2012 w Schenectady) – amerykański zapaśnik w stylu klasycznym. Mistrz olimpijski z 1984 roku. Zakwalifikował się do Igrzysk Olimpijskich w 1980 roku, ale nie wystąpił z powodu bojkotu. Drugie miejsce w Pucharze Świata w 1980 i trzecie w 1987 roku.
W 1982 roku zdiagnozowano u niego ziarnicę złośliwą. Przeszedł operację, podczas której usunięto mu śledzionę i poddano radioterapii. Wyszedł zwycięsko z choroby i zdobył tytuł mistrza olimpijskiego. Nawrót choroby i chemioterapia zmusiły go do zakończenia kariery. Pracował jako analityk zapasów dla telewizji NBC na igrzyskach 1988, 1992, 1996 i 2000 roku. Komentator ESPN z turniejów Dywizji NCAA i ambasador komitetu olimpijskiego USA. W 1999 roku przyjęty do „National Wrestling Hall of Fame”. Jeden z twórców Ultimate Fighting Championship (UFC) – amerykańskiej organizacji mieszanych sztuk walki. Zmarł w 2012 roku wyniku powikłań po operacji serca.